# Sachsenquelle
Die Sachsenquelle GmbH ist ein Mineralwasser- und Erfrischungsgetränkeabfüllbetrieb im sächsischen Eilenburg. Sie gehört zum Franken-Brunnen-Konzern aus dem fränkischen Neustadt an der Aisch. Die Produkte werden hauptsächlich unter der Marke Ileburger Sachsen Quelle (teilweise nur Sachsen Quelle) vertrieben.

## Geschichte
Seit mindestens 1888 gibt es in Eilenburg eine Mineralwasserquelle. Der innerstädtische Stammbetrieb der Hermann Köhler KG in der Breiten Straße wurde nach dem Zweiten Weltkrieg bald zu klein, so dass in den 1960er Jahren die ehemalige Ausflugsgaststätte Neue Welt in der Schlossaue bezogen wurde. Zunächst halbstaatlich als Ileburger Schloßbrunnen wurde der Betrieb 1972 in VEB Getränkewerk Eilenburg umfirmiert und unterstand dem Getränkekombinat Leipzig. Zu DDR-Zeiten wurden u. a. die Marken Club-Cola, Quick Cola, Lido-orange, Mandora, Karena und Party-Soda abgefüllt. Insgesamt betrug der Ausstoß 1981 knapp 55 Millionen Flaschen bei mehr als 150 Mitarbeitern und einem kleinen Zweigbetrieb in Hohburg.
1991 übernahm das bayerische Mineralwasserunternehmen Franken Brunnen den Abfüllbetrieb Köhler und baute ihn mit der Marke Ileburger zu einer der größten ostdeutschen Mineralwasserquellen aus. Dazu entstand zwischen Eilenburg und Hainichen ein großer Abfüllbetrieb, der 2004 nochmals um eine neue PET-Mehrweganlage erweitert wurde. Laut Unternehmensangaben ist Ileburger eine der wachstumsstärksten Marken in Ostdeutschland. 1993 führte man für die insbesondere bei Kindern beliebte Fassbrause den ili-Biber als Maskottchen ein. 2010 wurden in Eilenburg erstmals mehr als 60 Millionen Liter Mineralwasser und Erfrischungsgetränke abgefüllt. Seit 2012 fungiert der Komiker Olaf Schubert als Testimonial für Ileburger. In diesem Zusammenhang startete das Unternehmen eine breit angelegte Werbekampagne mit Werbeplakaten, Radiospots, einem komplett neuen Internetauftritt und der Arbeit auf sozialen Netzwerken. Auch das Flaschenetikett wurde entsprechend überarbeitet und rückt nun den Begriff Sachsen Quelle in den Mittelpunkt.

## Produkte

### Ileburger Sachsen Quelle
- Mineralwasser: aktiv, medium, sanft, naturell und medium-lemon
- Brausen: Waldmeister, Himbeere, Apfelsine und saisonale Angebote
- Limonaden: Zitrone, Orange, Citrus-Grapefruit, Blutorange-Drachenfrucht, Waldfrucht, Fresh ACE, GLYX Citrus-Mango und Sport aktiv
- Bittergetränke: Tonic Water, Bitter Lemon, Ginger Ale
- Apfelschorle
- Tee-Getränke: Früchtetee und Rooibos
- Near-Water-Getränke: Pfirsich-Mango, Orange-Limette, Grapefruit, Kirsche, Himbeere und Brombeere

### Andere Marken
- Silvana Quelle: Classic und Medium
- Basinus Quelle: Aktiv und Medium
- Saxonia Quelle: Classic und Medium
- Franken Brunnen: Spritzig, Medium, Sanft und Naturelle

## Gebinde
Das Unternehmen hat einen relativ großen Anteil an in Mehrweggebinden angebotenen Produkten. So werden für die Mineralwässer die 0,7-Liter-Glasflasche (Normbrunnenflasche) und die 1-Liter-Mineralwasserflasche (PET) der Genossenschaft Deutscher Brunnen (GDB) genutzt. Süßgetränke werden hauptsächlich in der etwas bauchigen 1-Liter-Flasche (PET) der GDB angeboten. Zunehmend erfolgt auch die Abfüllung in Einweggebinde der Größen 0,5 und 1,5 Liter.

## Entwicklung des Markenlogos

1991–1993
1993–1996
1996–1999
1999–2010
2010–2012
Seit 2012